# 拉普吕姆
拉普吕姆（法語：Laplume，法語發音：[laplym]）是法国洛特-加龙省的一个市镇，位于该省东南部，属于阿让区和阿让城市圈公共社区。

## 地理
拉普吕姆（44°6'43"N, 0°31'52"E）面积32.64 平方千米，位于法国新阿基坦大区洛特-加龍省，该省份为法国西南部内陆省份，北起多爾多涅省，西接吉倫特省和朗德省，南至热尔省，东临塔恩-加龙省和洛特省。
与拉普吕姆接壤的市镇（或旧市镇、城区）包括：布吕伊约伊地区圣科隆布、欧比亚克、拉蒙茹瓦、马尔蒙帕沙、穆瓦拉、蒙科、罗克福尔、圣樊尚德拉蒙茹瓦、索蒙。
拉普吕姆的时区为UTC+01:00、UTC+02:00（夏令时）。

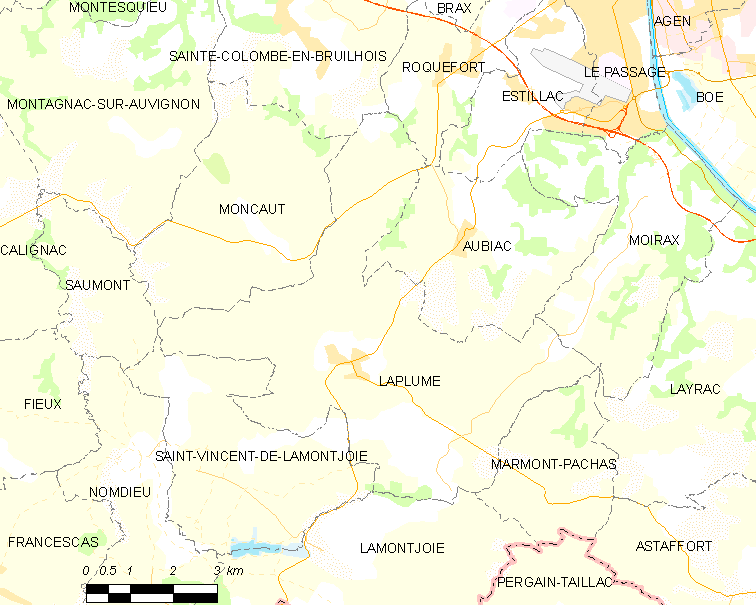
拉普吕姆的OSM定位图

## 行政
拉普吕姆的邮政编码为47310，INSEE市镇编码为47137。

## 政治
拉普吕姆所属的省级选区为阿让西部县。

## 交通
洛特-加龙省省道D15线、D208线和D931线在拉普吕姆境内交汇。

## 人口

1962-2008年间拉普吕姆人口变化图示

拉普吕姆于2022年1月1日时的人口数量为1335人。